# Agostino Gemelli
Padre Agostino Gemelli, al secolo Edoardo Gemelli (Milano, 18 gennaio 1878 – Milano, 15 luglio 1959), è stato un francescano, medico e psicologo italiano.
Appartenente all'ordine francescano dei Frati Minori, è stato il fondatore dell'Università Cattolica del Sacro Cuore di Milano e dell'istituto secolare dei Missionari della regalità di Cristo e dell'Opera della Regalità.

## Biografia

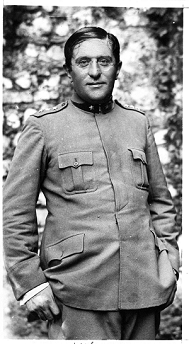
A San Giorgio furono spesso in visita anche il vescovo castrense mons. Angelo Bartolomasi e padre Gemelli, allora Maggiore medico direttore dell'ufficio di Psichiatria di Milano, e prezioso collaboratore del Vescovo dei cappellani militari nei raduni sacerdotali

### Dalla nascita al 1918
Nasce in un'agiata famiglia milanese, primogenito di Innocente Gemelli e Caterina Bertani; l'anno seguente nasce il fratello Luigi. Ottiene la laurea in Medicina presso l'Università degli Studi di Pavia discutendo una tesi della quale è relatore il premio Nobel Camillo Golgi. Negli anni universitari è convittore del Collegio Ghislieri, occupando la stanza N°59 in "Sottomarino". In sintonia con questo ambiente consolida le sue idee positiviste e anticlericali, già assorbite nella famiglia. Portato sia allo studio che all'azione, si dedica alle lotte sociali nelle file socialiste.
Dopo la laurea svolge il servizio militare a Milano nell'ospedale di Sant'Ambrogio con Ludovico Necchi e con Padre Arcangelo Mazzotti Ofm che ebbero un grande influsso nella sua conversione al cattolicesimo a cui da tempo lo stavano conducendo la critica al positivismo e la delusione provocata in lui dall'esperienza socialista. Nel novembre 1903 entra nel convento francescano di Rezzato, presso Brescia, dove assume il nome di Agostino e viene ordinato sacerdote il 14 marzo 1908.
Nel 1909 fonda la "Rivista di filosofia neo-scolastica" e nel 1914 la rivista di cultura Vita e Pensiero in cui, tra l'altro, dal 1938 giustificherà la politica antisemita del fascismo e con le quali sostiene un ritorno a posizioni teocentriche e neotomiste. Negli anni dal 1909 al 1912 si batte attivamente a partire dalle sue conoscenze mediche, per sostenere scientificamente il carattere miracoloso di molte guarigioni verificatesi a Lourdes, in quella che egli stesso chiama la «lotta per Lourdes» svolta soprattutto contro i circoli medici legati alla massoneria. Famoso il suo intervento nel novembre del 1910 presso l'associazione sanitaria milanese, in cui affronta in un pubblico contraddittorio i colleghi medici scettici sul carattere sovrannaturale degli eventi di Lourdes, pubblicandone poi il resoconto stenografico delle relazioni nel libro La lotta contro Lourdes in cui espone le prove e i documenti per sostenere l'inspiegabilità scientifica delle guarigioni.
Nello stesso periodo sviluppa ricerche scientifiche in molti laboratori italiani ed europei prima in istologia, poi in psicologia sperimentale. Determinanti per la sua formazione psicologica furono gli incontri con Friedrich Kiesow (a Torino) e Oswald Külpe (a Bonn e Monaco). Durante la prima guerra mondiale presta la sua opera al fronte come medico e sacerdote e fonda un laboratorio psicofisiologico presso il comando supremo dell'esercito, dove compie studi sulla psicologia dei soldati e in modo particolare degli aviatori.
Al termine della guerra e tornato alla ricerca scientifica si occupa di vari campi della fonetica sperimentale e dei rapporti tra la biologia (soprattutto la neurologia) e la psicologia, e della psicologia sperimentale e applicata; in quest'ultimo campo sono da segnalare gli studi di antropologia criminale e di psicologia professionale.

### La «Regalità di Cristo» e l'Università Cattolica

Padre Agostino Gemelli tra mons. Olgiati e Vico Necchi.

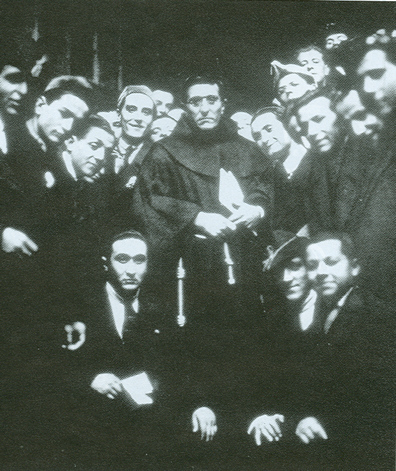
Agostino Gemelli attorniato da alcuni studenti dell'Università Cattolica.

Nel 1919, assieme ad Armida Barelli, fonda il ramo femminile dell'istituto dei Missionari della Regalità di Cristo primo istituto a porre in essere una consacrazione laicale; l'istituto è volto al servizio di alcune opere, tra cui l'Azione Cattolica e la nascita dell'Università Cattolica di Milano, ateneo per il quale, nonostante le difficoltà incontrate a causa del modello vicino a quello degli atenei statali, ottiene il riconoscimento pontificio. L'Università Cattolica viene inaugurata il 7 dicembre 1921 ed inizia ad operare con due facoltà: Filosofia e Scienze sociali; essa ottiene il riconoscimento statale con il R.D. 2 ottobre 1924, n. 1661. Dell'Università Cattolica Gemelli è rettore fino alla morte, allargandosi alle facoltà di Giurisprudenza, Scienze Politiche, Lettere e Filosofia, Economia e Commercio, Magistero, nella sede di Milano, Agraria, nella sede di Piacenza.
Nell'Università Gemelli costituisce un moderno istituto di psicologia nel quale si sviluppano avanzate ricerche su percezione, linguaggio, personalità, applicazioni della psicologia all'orientamento professionale e alla selezione del personale. Nel 1928 con Giorgio La Pira fonda il ramo maschile dei Missionari della Regalità di Cristo. Nel 1929 con Armida Barelli fonda l'Opera della Regalità all'interno delle Missionarie della Regalità di Cristo. Nel 1937 viene nominato presidente della Pontificia Accademia delle Scienze, carica che mantiene fino alla morte. Fra l'autunno del 1938 e il 1939 cerca di far accettare dalla Chiesa, sia pur parzialmente, la politica antisemita e le leggi razziali del regime fascista. Sono di questo periodo le collaborazioni con Guido Landra, teorico del razzismo fra i firmatari del Manifesto della Razza, e Ferruccio Banissoni, coi quali pubblica nel 1940 il volume Antropologia e Psicologia, edito da Bompiani.
Nel 1939 viene scelto per presiedere un convegno nazionale di studi sulla Sindone, svoltosi il 2 e 3 maggio di quell'anno a palazzo Lascaris, Torino. Nel 1944 pubblica La psicotecnica applicata all'industria, contributo fondamentale alla moderna psicologia del lavoro: ambiente e lavoro, rapporto uomo-macchina, la fatica e la monotonia, motivazione ed incentivazione del personale, obiettivi e procedure di selezione, problemi psicologici legati alla disoccupazione, valorizzazione della soggettività delle risorse umane. In questo lavoro si appoggiò e collaborò con Umberto Antonio Padovani, docente di filosofia presso l'ateneo milanese e come lui convinto assertore dell'importanza della filosofia morale.

### Il dopoguerra
Nel dopoguerra Agostino Gemelli è nominato membro del consiglio superiore della Pubblica Istruzione e si dedica allo sviluppo dell'Università Cattolica, di cui è nominato rettore a vita nel 1953 con decreto del presidente della Repubblica. Cura la formazione di una nuova generazione di allievi, tra cui lo studente del Collegio Augustinianum Giuseppe Dossetti, attraverso lo studio della psicanalisi e della psicologia sociale statunitense. Inoltre estende la ricerca sperimentale di base ad una serie di applicazioni nuove rispetto a quelle precedentemente avviate nel campo della psicologia del lavoro, della psicologia dello sviluppo, della psicologia clinica.
L'attività saggistica di Gemelli abbraccia svariati campi come la teologia morale ed ascetica, la filosofia, oltre alla psicologia. A lui si deve l'apertura di campi di ricerca nella psicologia clinica e nell'applicazione della psicologia ai problemi sociali, all'orientamento professionale e scolastico, lo sviluppo della psicologia del lavoro, lo studio delle condizioni dei carcerati, la devianza giovanile, la psicopedagogia. Inoltre è attivo protagonista del dibattito culturale del Novecento, a cui porta tra l'altro la sua personale testimonianza controversa di sacerdote e scienziato eugenista in cui si fondano fede e scienza.
Come ultima opera, Gemelli porta a compimento il suo progetto della Facoltà di Medicina a Roma, lungamente meditato e che, secondo le sue parole, costituiva «il sogno della sua anima». La facoltà fu istituita ufficialmente nel 1958 e aperta nel 1961, dopo la sua morte, che col Policlinico universitario a lui intitolato e l'Università Cattolica rappresenta il suo lascito più tangibile.

## Gemelli e Padre Pio

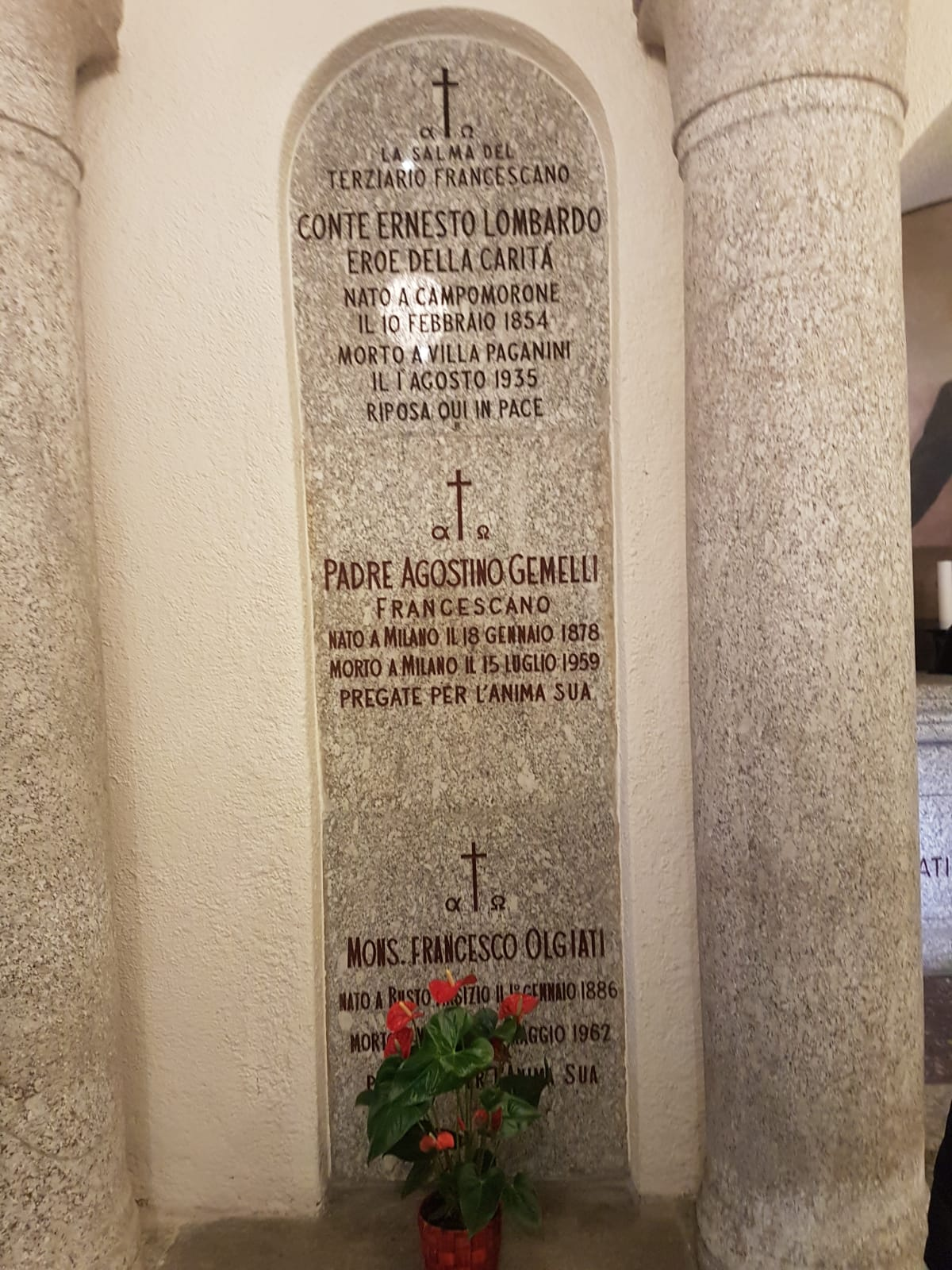
Tomba di Gemelli e mons. Olgiati.

Si conosce poco dell'incontro avvenuto nel 1920 tra Agostino Gemelli e Padre Pio da Pietrelcina. Le fonti che riferiscono del colloquio narrano di un dialogo teso tra i due, ma tali fonti risalgono ad alcuni anni dopo l'accaduto. Nell'imminenza, invece, nessuno sollevò clamori. Nella prima lettera al Sant'Uffizio Gemelli disse che Padre Pio era un uomo di vita encomiabile, ma non gli pareva un mistico. Gemelli suggerì dunque alcuni accertamenti con un metodo di lavoro innovativo per il tempo, ossia con la composizione di una équipe di esperti in teologia, medicina e psicologia. Nel 1926, dopo essere stato raggiunto da alcuni devoti di Padre Pio, Gemelli scrisse una nuova lettera al Sant'Uffizio. Questa volta affermò che per lui Padre Pio era "uno psicopatico ignorante e che indulgeva in automutilazione e si procurava artificialmente le stigmate allo scopo di sfruttare la credulità della gente". Dalle indagini archivistiche, comunque, si evince che Gemelli non fu il fautore dei provvedimenti vaticani sul cappuccino. Il Sant'Uffizio preferì non assecondare mai lo scienziato in materia di indagini su fenomeni straordinari di cui egli si interessò.

## Critiche

### L'accusa di antisemitismo

Felice Momigliano

Nel 1938, appoggia le leggi razziali (viene considerato da diversi studiosi uno degli esponenti di spicco dell'"antiebraismo spiritualista" che caratterizzò il razzismo fascista, distinguendolo dall'antiebraismo biologico nazista). Secondo F. Cuomo, Gemelli sarebbe tra i 360 aderenti al manifesto degli scienziati razzisti del 25 luglio (precedentemente pubblicato sul Giornale d'Italia il 15 luglio), e comunicato dalla segreteria politica del Partito Nazionale Fascista dopo un incontro al vertice con i redattori della tesi. Tuttavia questa adesione da alcuni viene messa in dubbio. La figura di Agostino Gemelli è periodicamente al centro di accuse di antisemitismo per il contenuto di alcuni suoi scritti contro l'ebraismo pubblicati durante il periodo fascista.
Il più noto e contestato è il necrologio di Felice Momigliano, pubblicato in Vita e Pensiero, rivista dell'Università Cattolica, nell'agosto 1924. Pubblicato anonimo, Agostino Gemelli, allora Rettore dell'Università Cattolica e Presidente della Pontificia Accademia delle Scienze, ha scritto:
Ne rivendica la paternità nel numero del dicembre 1924 della stessa rivista, nella nota In tema di Ebrei e di errori dove però ammette di aver scritto parole feroci e aggiunge:

## Opere
Fra le sue opere vanno ricordate:
- Il Francescanesimo (1932)
- San Francesco d'Assisi e la sua gente poverella (1945)
- La psicologia dell'orientamento professionale (1945)
- Psicologia dell'età evolutiva, con A. Sidlauskaite (1946)
- La personalità del delinquente (1946)
- Introduzione alla psicologia, con Zunini (1947)
- Biologie, Colombo Cursi Editore, Pisa (1939)
- La lotta contro Lourdes, Firenze (1911)
- Contro padre Pio (2010)